# Eugène Houdry
Eugène Houdry (né le 18 avril 1892 à Domont en Seine-et-Oise et mort le 18 juillet 1962 à Darby en Pennsylvanie) est un ingénieur et inventeur français, naturalisé américain. Il est l'inventeur de plusieurs procédés fondamentaux liés à la fabrication des carburants à la fin des années 1920 et a reçu de nombreuses récompenses.

## Biographie
Ingénieur de l'École nationale supérieure d'arts et métiers de Châlons-sur-Marne (promotion 1908).
Houdry met au point un procédé de production d'essence synthétique à partir du lignite. Trop coûteux, ce procédé est abandonné, mais Houdry applique la maîtrise acquise des processus de catalyse industrielle à un nouveau procédé de craquage des hydrocarbures.
Il dépose en 1928 un brevet qui présente un craquage catalytique à froid du gazole à l'aide de silicates d'alumine et de titane. Ce procédé permet, en craquant les éléments lourds auparavant en excès dans les raffineries, d'obtenir jusqu’à deux fois plus d'essence qu'avec les procédés classiques de distillation et de craquage thermique.
Il propose son brevet à la Compagnie française des pétroles en 1928, qui n'en veut pas.
S'expatriant aux États-Unis en 1930, il y fonde la Houdry Process Corporation, avec le concours financier de la Socony Vacuum. Son brevet est acquis par plusieurs sociétés, tandis que d’autres, vu son cout élevé, préfèrent développer un procédé alternatif.
Le procédé Houdry, de craquage catalytique, produisant une essence de base pouvant atteindre un indice 80 d’octane, permet d’obtenir une essence aviation à 90-95 d’octane par simple addition d’une dose alors courante de plomb tétraéthyle. Par addition d’isooctane, il permet la production industrielle d’essence à 100 d’octane, dont l’usage se généralise aux États-Unis à la fin des années 1930 et constituera un atout pour le Fighter Command de la Royal Air Force dans la Bataille d'Angleterre,.
Signalé à Pierre Cot au retour d’une mission française en décembre 1937, le procédé Houdry retient alors l’attention de l’Office National des Combustibles Liquides. L’intérêt français se confirme à la veille de la guerre. À l’invitation d’Anatole de Monzie, ministre des Travaux publics, Houdry débarque au Havre le 4 février 1939. Plusieurs projets de construction d’unités de craquage catalytique dans les raffineries françaises de la Compagnie Française de Raffinage et de la Socony Vacuum sont alors actés. Leur réalisation sera abandonnée du fait de la guerre et aucune unité Houdry ne fonctionnera en France avant 1953. Au cours des années 1940, l'essence aviation produite aux États-Unis et en Grande-Bretagne est presque totalement produite à partir du procédé Houdry. Elle donne à l'aviation alliée un avantage certain en performances sur les aviations allemande, soviétique et japonaise.
Eugène Houdry sera en 1952 à l’origine du pot catalytique, pour lequel un brevet américain lui est délivré en 1959. Il dépose également plus de deux cents brevets sur l'amélioration des carburants jusqu'à sa mort en Pennsylvanie en 1962.
Eugène Houdry est le fondateur et le premier président de l'association France Forever, fondée à New York le 29 juin 1940, juste après la chute de Paris. Elle regroupa jusqu'à cinquante mille adhérents, Français en exil, Américains amis de la France, tous désireux de soutenir le pays occupé. Houdry est ensuite remplacé par Richard de Rochemont.